# ローレン・キヨミ・ウィリアムズ
ローレン・キヨミ・ウィリアムズ（Lauren Kiyomi Williams、1978年 - ）は、アメリカの数学者。ハーバード大学ドワイト・パーカー・ロビンソン数学教授（Dwight Parker Robinson Professor of Mathematics）。

## 来歴
父親はエンジニア。彼女の母親は日系アメリカ人三世。ロサンゼルス育ち。小学5年生（fourth-grade）の時に数学大会で優勝したことで数学に興味をもつ。1996年、パロスベルデス半島高校卒業。マサチューセッツ工科大学でのサマーリサーチをリチャード・P・スタンレーの弟子のサトミ・オカザキと過ごす。2000年にハーバード大学数学より数学のA.B.（教養学士）を取得し。2005年にスタンレーの下でマサチューセッツ工科大学よりPh.D.を取得した。
カリフォルニア大学バークレー校とハーバード大学で博士研究員を務めた後、2009年に助教授としてバークレー数学科に復帰し、2013年に准教授に昇進し、2016年に正教授に昇進した。
2018年の秋から、彼女はハーバード大学の数学科に正教授として着任し、ハーバード大学で2番目のテニュアの女性数学教授となった。なお、最初にテニュアを得たソフィー・モレルは、2012年にハーバードを去っている。

## 受賞
- 2012年 - アメリカ数学会フェロー[5]
- 2016年 - 数学女性協会（Association for Women in Mathematics）マイクロソフト研究賞（代数及び数論分野）受賞[6]

## 主な著作
- Williams, Lauren K. (2005), “Enumeration of totally positive Grassmann cells”, Advances in Mathematics 190 (2):  319–342, arXiv:math/0307271, doi:10.1016/j.aim.2004.01.003, MR2102660.
- Corteel, Sylvie; Mandelshtam, Olya. “From multiline queues to Macdonald polynomials via the exclusion process”. arXiv:1811.01024 [math.CO].
- Postnikov, Alex; Reiner, Victor; Williams, Lauren (2008), “Faces of generalized permutohedra”, Documenta Mathematica 13:  207–273, arXiv:math/0609184, Bibcode: 2006math......9184P, MR2520477.
- Musiker, Gregg; Schiffler, Ralf; Williams, Lauren (2011), “Positivity for cluster algebras from surfaces”, Advances in Mathematics 227 (6):  2241–2308, arXiv:0906.0748, doi:10.1016/j.aim.2011.04.018, MR2807089.
- Kodama, Yuji; Williams, Lauren K. (2011), “KP solitons, total positivity, and cluster algebras”, Proceedings of the National Academy of Sciences of the United States of America 108 (22):  8984–8989, arXiv:1105.4170, Bibcode: 2011PNAS..108.8984K, doi:10.1073/pnas.1102627108, MR2813307, PMC 3107278, PMID 21562211
- Kodama, Yuji; Williams, Lauren K. (2014), “KP solitons and total positivity of the Grassmannian”, Inventiones Mathematicae 198 (3):  637–699, Bibcode: 2014InMat.198..637K, doi:10.1007/s00222-014-0506-3, MR3279534
- Ardila, Federico; Rincón, Felipe; Williams, Lauren (2016), “Positroids and non-crossing partitions”, Transactions of the American Mathematical Society 368 (1):  337–363, arXiv:1308.2698, doi:10.1090/tran/6331, MR3413866.